# Labastide-Beauvoir
 Labastide-Beauvoir  es una población y comuna francesa, en la región de Mediodía-Pirineos, departamento de Alto Garona, en el distrito de Toulouse y cantón de Montgiscard.

## Demografía
| 429 | 483 | 510 | 536 | 599 | 664 |
| Para los censos de 1962 a 1999 la población legal corresponde a la población sin duplicidades (Fuente: INSEE [Consultar]) |     |     |     |     |     |